# Osterkirche (Berlin)

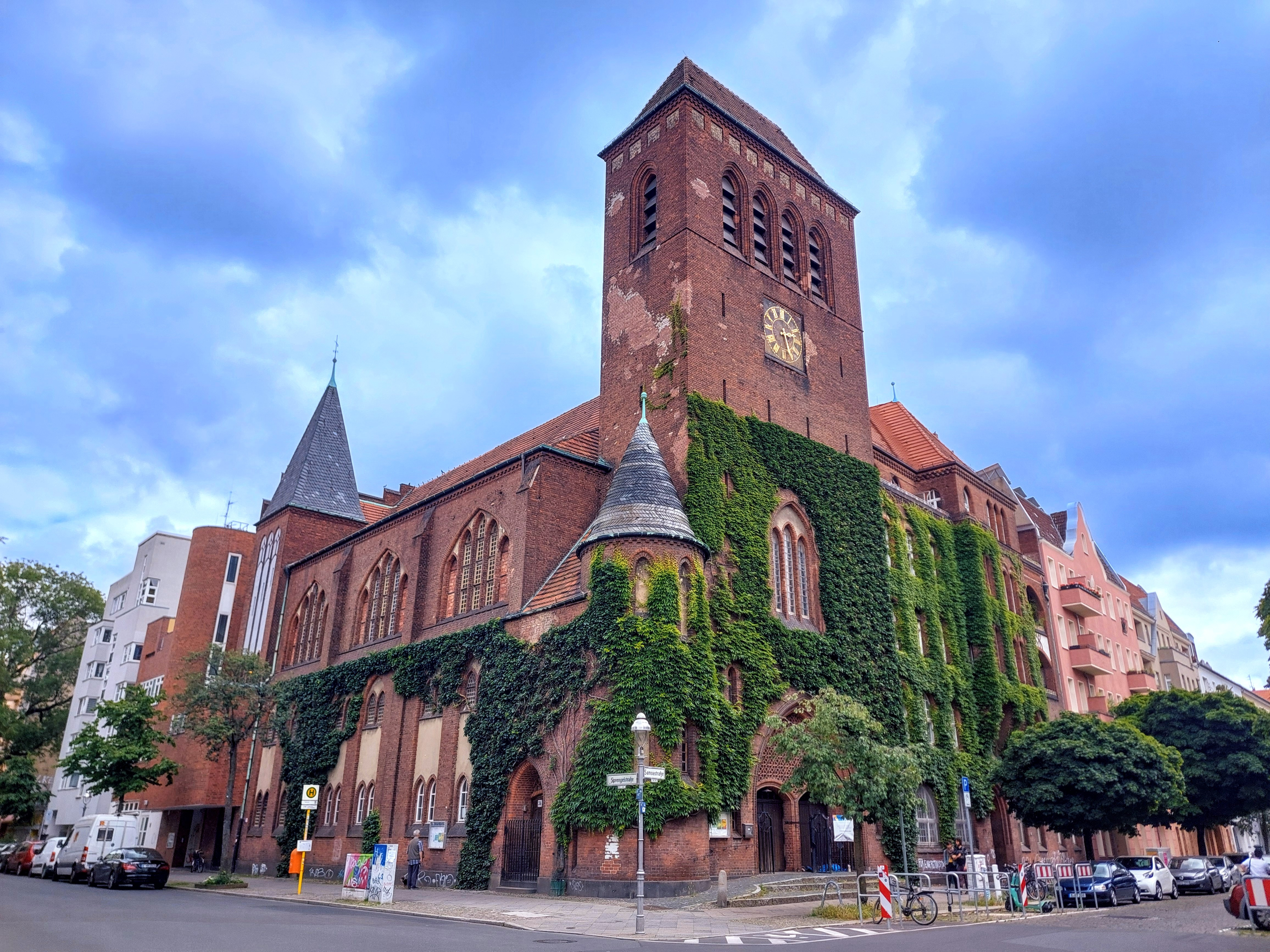
Osterkirche mit Pfarr- und Gemeindehaus

Die evangelische Osterkirche an der Ecke Samoa- und Sprengelstraße im Berliner Ortsteil Wedding wurde nach Plänen der Berliner Architekten Georg Dinklage, Ernst Paulus und Olaf Lilloe errichtet.
Am 8. Mai 1910 wurde der Grundstein gelegt, am 18. Juni 1911 erfolgte die Kirchweihe. Der historistische gotische Stil des Kirchengebäudes erinnert an märkische Traditionen. Nach teilweiser Zerstörung im Zweiten Weltkrieg wurde die inzwischen denkmalgeschützte Kirche restauriert und zum Erntedankfest 1953 weihte Bischof Otto Dibelius das Gotteshaus wieder ein. Die beiden ursprünglichen Pyramidendächer des rechteckigen Turms wurden durch ein einfaches Walmdach ersetzt. Die Turmhöhe beträgt seitdem rund 40 Meter.

## Geschichte
Das Areal zwischen Trift- und Kiautschoustraße und Torf- und Tegeler Straße, gekreuzt von Samoa- und Sprengelstraße, wurde ab 1902 parzelliert. Auf den Grundstücken an den neu angelegten Straßen entstanden in den Jahren bis 1915 vor allem Miethäuser. Die Synode der Berliner evangelischen Gemeinden erwarb am 18. April 1907 an der Ecke Samoa- und Sprengelstraße einen Bauplatz mit 400 Quadratmetern für Kirche und Gemeindehaus der neu zu gründenden Ostergemeinde im Sprengelkiez, die bis 1908 noch zur Nazareth-Gemeinde mit ihrer Kirche am Leopoldplatz gehörte. Obwohl die neue Gemeinde einen Teil des Gebietes der Nazareth-Gemeinde 1883 an die ebenfalls neu gegründete Dankes-Gemeinde abgetreten hatte, musste wegen des enormen Zuwachses an Gläubigen in diesem Gebiet von der Nazareth-Gemeinde bereits 1902 wiederum ein Teil für die Kapernaumkirchengemeinde und später ein weiterer Teil für die zunächst Nazareth II genannte Gemeinde abgetrennt werden. Diese neue evangelische Glaubensgemeinde mit seinerzeit 28.000 Mitgliedern erhielt am 16. März 1908 vom Königlichen Konsistorium der Provinz Brandenburg den Namen Ostergemeinde und erinnert damit an die Auferstehung Jesu Christi, die Ostergeschichte. Die wichtigste Aufgabe der Ostergemeinde war der Bau einer eigenen Kirche und eines eigenen Gemeindehauses. Für die Bauplanung gab es keinen Architekturwettbewerb, die Architektengemeinschaft Georg Dinklage und Ernst Paulus wurden direkt beauftragt. Nach Diskussion der am 14. September 1908 vorgelegten Entwürfe in den Gemeindegremien erhielten die Architekten den Auftrag, den Turm umzugestalten. Der neue Entwurf sah zwei Turmspitzen vor und wurde am 13. August 1909 zur Genehmigung eingereicht, die der Kirchenrat auch erteilte. Außerdem hatte die 29. Deutsche Evangelische Kirchenkonferenz gerade erst beschlossen, dass ab sofort Kirchengebäude in direkter Nachbarschaft zu anderen Häusern errichtet werden dürfen.
Für den Kirchenbau stellte die Synode zunächst 100.000 Mark und später weitere 100.000 Mark als Zuschuss zur Verfügung. Sie lehnte aber die Finanzierung für ein Gemeindehaus ab.
Die Ausgaben betrugen für die Kirche schließlich 308.035,40 Mark (kaufkraftbereinigt in heutiger Währung: rund 2,11 Millionen Euro) und für das Gemeindehaus 129.975 Mark (heute: rund 891.000 Euro). Die Finanzierungsdifferenz brachte die Gemeinde durch Spenden selbst auf. Die Orgel entstand in der Werkstatt von Barnim Grüneberg aus Stettin. Die drei Gussstahl-Glocken für den Kirchturm wurden vom Bochumer Verein gegossen.
Die Gemeinde konnte während des Ersten Weltkriegs die Beschlagnahme von Metallgegenständen, die für die Kriegsrüstung benötigt wurden, abwenden. Weil an Gussstahlglocken aus kriegswirtschaftlicher Sicht kein Interesse bestand, haben die Glocken beide Weltkriege überstanden. Im November 1943 zerstörte eine Luftmine unter anderem die Fenster mit den Glasmalereien, die Innenausstattung blieb erhalten. In den letzten Kriegstagen des Zweiten Weltkriegs wurden die Turmhauben zerstört und Teile der Orgel; beim Wiederaufbau erhielt der Turm 1953 ein einfaches Walmdach. Am 30. Juni 1946 fand im reparierten Kirchengebäude der erste Nachkriegs-Gottesdienst statt. Regelmäßige Gottesdienste führte der Pfarrer erst ab November 1948 wieder durch.
Im Jahr 1966 konnte eine neue Orgel installiert werden, das große Fenster im Turm zur Samoastraße wurde im Jahr 1969 neu eingesetzt.
Im Mai 2018 feierte die Gemeinde ihr 110-jähriges Bestehen.

## Bauwerk
Der mit roten Ziegeln verblendete Mauerwerksbau, der sich in die Blockrandbebauung einfügt, wird von einem mächtigen, zur Samoastraße ausgerichteten Turmmassiv an der Straßenkreuzung beherrscht, dem ein runder Treppenturm vorgelagert ist. In einer großen Spitzbogennische befindet sich das Doppelportal, darüber eine Fenstergruppe. An das Turmmassiv schließt das Pfarr- und Gemeindehaus an, dessen Fassade durch Erker, Loggien und ein gestaffeltes fünftes Geschoss gegliedert ist.
Obwohl neugotische Motive überwiegen, strebten die Architekten eine reformierte Bauweise mit Wandflächen ohne viele Ornamente an. Auch Grund- und Aufriss folgen nicht der mittelalterlichen Architektur.

## Geläut
Im Glockengeschoss des Turmkomplexes befinden sich drei Kirchenglocken, die folgende Parameter aufweisen:

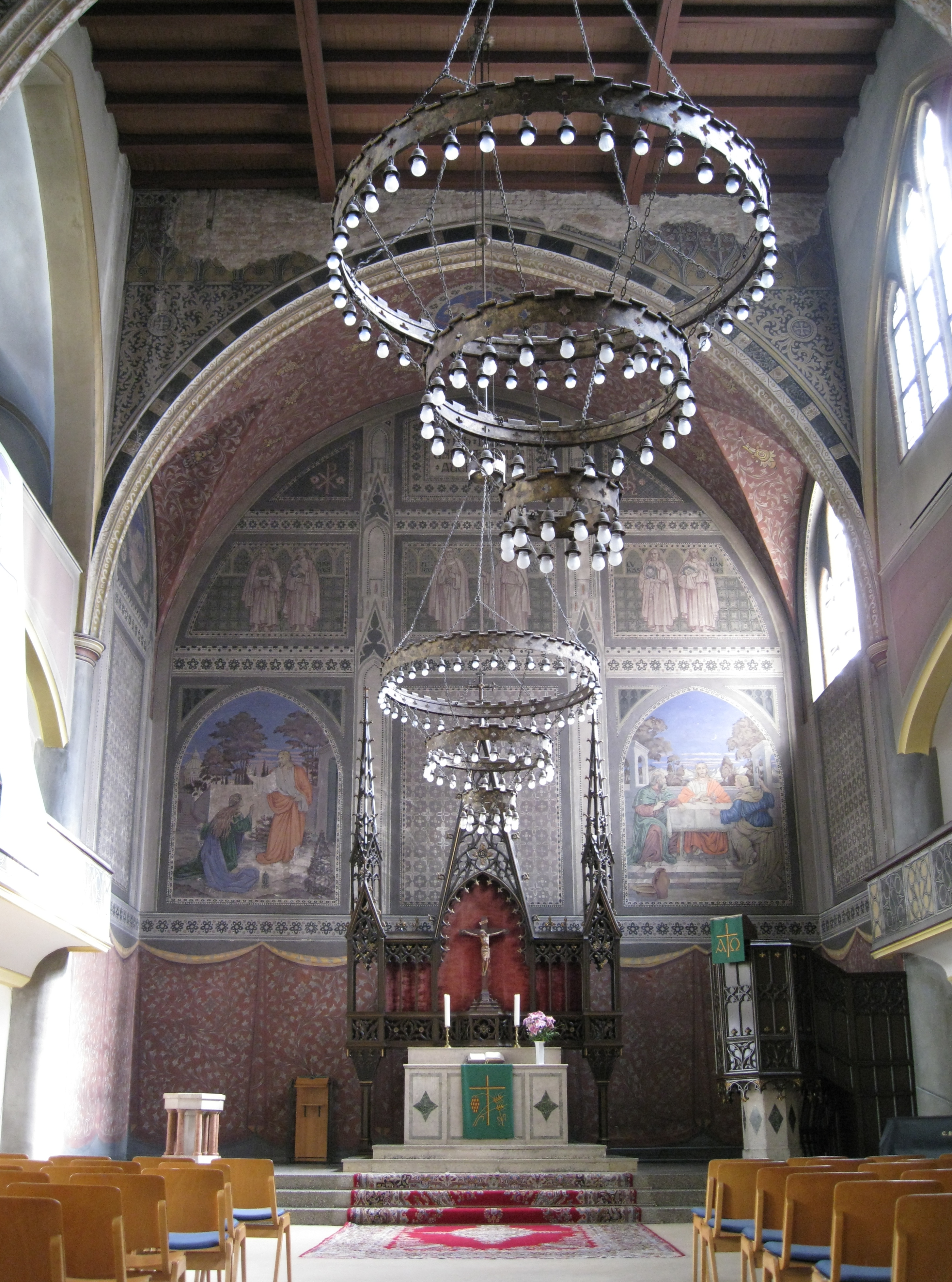
Chorraum

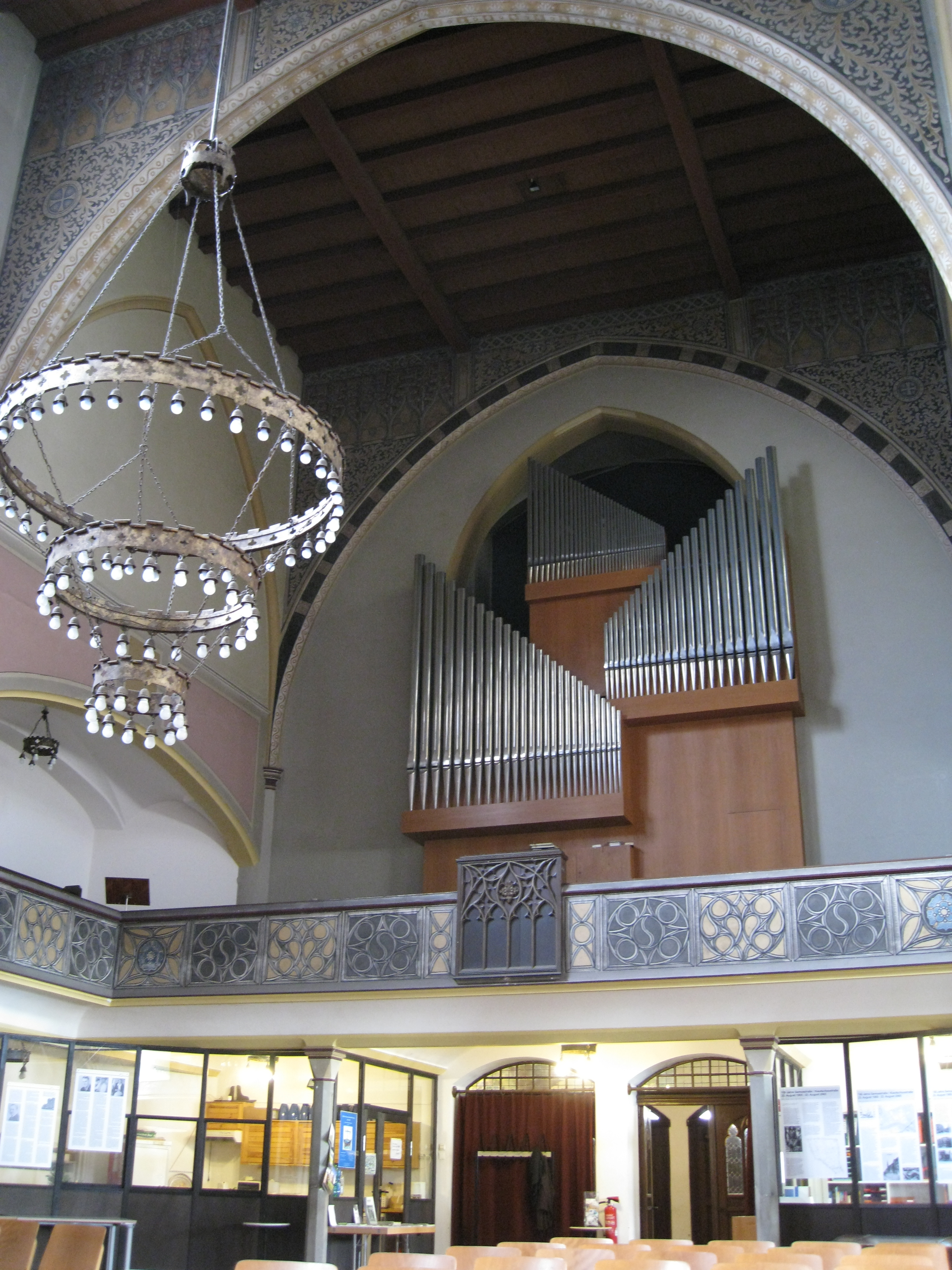
Orgelempore

| Schlagton | Gewicht | Durchmesser | 0Höhe0 | Inschrift |
| --------- | ------- | ----------- | ------ | --- |
| dis'      | 1080 kg | 143 cm      | 112 cm | LIEBE / EIN GOTT UND VATER, UNSER ALLER! EPH. 6                                                                      |
| fis'      | 0900 kg | 132 cm      | 108 cm | FREUDE / CHRISTUS SPRICHT: ICH LEBE UND IHR SOLLT AUCH LEBEN! EV. JOH. 14,19                                         |
| a'        | 0465 kg | 106 cm      | 087 cm | FRIEDE / WENN ABER JENER, DER GEIST DER WAHRHEIT, KOMMEN WIRD, DER WIRD EUCH IN ALLE WAHRHEIT LEITEN. EV. JOH. 16,13 |

## Innenausstattung
Ein spitzbogiges Doppelportal geleitet die Kirchenbesucher in die Vorhalle des rechteckigen Kirchenschiffs, die im Jahr 1922 zu einer Gedenkhalle für die im Ersten Weltkrieg gestorbenen rund 600 Gemeindemitglieder umgewandelt wurde. Der Kirchensaal, der an den Seiten durch Emporen eingefasst wird, schließt mit einem rechteckigen Chor ab. Von Pfeiler zu Pfeiler spannen sich Gurtbögen, zwischen denen Holzbalkendecken eingezogen sind. Gewölbe sind nicht vorhanden. Der Saal wird durch gestaffelte Fensterbahnen belichtet, die sich an der Längsseite zur Sprengelstraße öffnen.
Die reiche Ausmalung in der Kirche nach einem Entwurf von August Oetken ist vollständig erhalten. Die Brüstungen der Emporen haben farbige Maßwerkflächen.
Im Altarraum befinden sich zwei große Wandgemälde mit Motiven der biblischen Ostergeschichte über einem aufgemalten Vorhang, die die Kunstmaler Willy Dzubas und Theo Behrens im Sommer 1913 fertiggestellt hatten. Über den Gemälden gibt es einen Fries, der die vier Evangelisten darstellt. Der Evangelist Lukas soll – nach unbelegten Aussagen – das Gesicht des ersten Pfarrers, Hermann Kottig, tragen. Altar, Kanzel und Taufbecken sind im Stil des Historismus gefertigt. Das geschnitzte Altarretabel besteht aus einem aufragenden Wimperg, der von gotischen Türmen flankiert wird.
Die 1965 von der Manufaktur Walcker Orgelbau gebaute und 1966 auf der Empore über dem Eingangsbereich der Kirche aufgestellte Orgel verfügt über 23 Register auf zwei Manualen und Pedal.

## Gemeindeleben
In den 2010er Jahren hat die Ostergemeinde wieder 2000 Mitglieder, zu denen neben Alteingesessenen auch Zugezogene wie Studenten und junge Familien zählen. Unter dem Motto „Glauben Leben“ präsentiert sie sich als offene Gemeinde, die Kirchentür steht allen Besuchern offen, gleich welchen Glaubens sie sind. Aktiver Pfarrer ist Thilo Haak, der auch die Aktion Berliner Tafel (Laib & Seele) in seinem Gotteshaus unterstützt.
Darüber hinaus gibt es einen Kirchenchor, Bibelgespräche und gemeinsame Fürbitten. Die Gemeinde arbeitet mit dem Sprengelhaus, einem interkulturellen Zentrum, zusammen und beteiligt sich auch am Runden Tisch, der die kulturelle Zusammenarbeit im Kiez fördert.